# David Beliavski
David Saguítovich Beliavski (en ruso: Давид Сагитович Белявский; Vótkinsk, 23 de febrero de 1992) es un deportista ruso que compite en gimnasia artística.
Participó en tres Juegos Olímpicos de Verano, entre los años 2012 y 2020, obteniendo en total tres medallas, dos en Río de Janeiro 2016, plata por equipos (junto con Denis Abliazin, Nikita Nagorny, Ivan Stretovich y Nikolai Kuksenkov) y bronce en las paralelas, y oro en Tokio 2020, por equipos (con Denis Abliazin, Artur Dalaloyan y Nikita Nagorny).
Ganó cuatro medallas en el Campeonato Mundial de Gimnasia Artística entre los años 2017 y 2019, y dieciocho medallas en el Campeonato Europeo de Gimnasia Artística entre los años 2012 y 2021.
En los Juegos Europeos obtuvo cinco medallas, tres en Bakú 2015 y dos en Minsk 2019.

## Palmarés internacional
| Juegos Olímpicos   | Juegos Olímpicos        | Juegos Olímpicos  | Juegos Olímpicos     |
| Año                | Lugar                   | Medalla           | Prueba               |
| ------------------ | ----------------------- | ----------------- | -------------------- |
| 2016               | Río de Janeiro (Brasil) | Medalla de plata  | Concurso por equipos |
| 2016               | Río de Janeiro (Brasil) | Medalla de bronce | Paralelas            |
| 2020               | Tokio (Japón)           | Medalla de oro    | Concurso por equipos |
| Campeonato Mundial |                         |                   |                      |
| Año                | Lugar                   | Medalla           | Prueba               |
| 2017               | Montreal (Canadá)       | Medalla de plata  | Caballo con arcos    |
| 2017               | Montreal (Canadá)       | Medalla de bronce | Paralelas            |
| 2018               | Doha (Catar)            | Medalla de plata  | Concurso por equipos |
| 2019               | Stuttgart (Alemania)    | Medalla de oro    | Concurso por equipos |
| Juegos Europeos    |                         |                   |                      |
| Año                | Lugar                   | Medalla           | Prueba               |
| 2015               | Bakú (Azerbaiyán)       | Medalla de oro    | Concurso por equipos |
| 2015               | Bakú (Azerbaiyán)       | Medalla de plata  | Paralelas            |
| 2015               | Bakú (Azerbaiyán)       | Medalla de bronce | Suelo                |
| 2019               | Minsk (Bielorrusia)     | Medalla de oro    | Concurso individual  |
| 2019               | Minsk (Bielorrusia)     | Medalla de oro    | Caballo con arcos    |
| Campeonato Europeo |                         |                   |                      |
| Año                | Lugar                   | Medalla           | Prueba               |
| 2012               | Montpellier (Francia)   | Medalla de plata  | Concurso por equipos |
| 2013               | Moscú (Rusia)           | Medalla de oro    | Concurso individual  |
| 2013               | Moscú (Rusia)           | Medalla de bronce | Paralelas            |
| 2014               | Sofía (Bulgaria)        | Medalla de oro    | Concurso por equipos |
| 2014               | Sofía (Bulgaria)        | Medalla de plata  | Paralelas            |
| 2015               | Montpellier (Francia)   | Medalla de plata  | Concurso individual  |
| 2015               | Montpellier (Francia)   | Medalla de plata  | Suelo                |
| 2016               | Berna (Suiza)           | Medalla de oro    | Paralelas            |
| 2016               | Berna (Suiza)           | Medalla de oro    | Concurso por equipos |
| 2016               | Berna (Suiza)           | Medalla de plata  | Caballo con arcos    |
| 2016               | Berna (Suiza)           | Medalla de bronce | Barra fija           |
| 2017               | Cluj-Napoca (Rumania)   | Medalla de oro    | Caballo con arcos    |
| 2017               | Cluj-Napoca (Rumania)   | Medalla de bronce | Barra fija           |
| 2018               | Glasgow (Reino Unido)   | Medalla de oro    | Concurso por equipos |
| 2018               | Glasgow (Reino Unido)   | Medalla de plata  | Paralelas            |
| 2021               | Basilea (Suiza)         | Medalla de oro    | Barra fija           |
| 2021               | Basilea (Suiza)         | Medalla de plata  | Concurso individual  |
| 2021               | Basilea (Suiza)         | Medalla de plata  | Paralelas            |